# Pièce de 20 cents de dollar américain

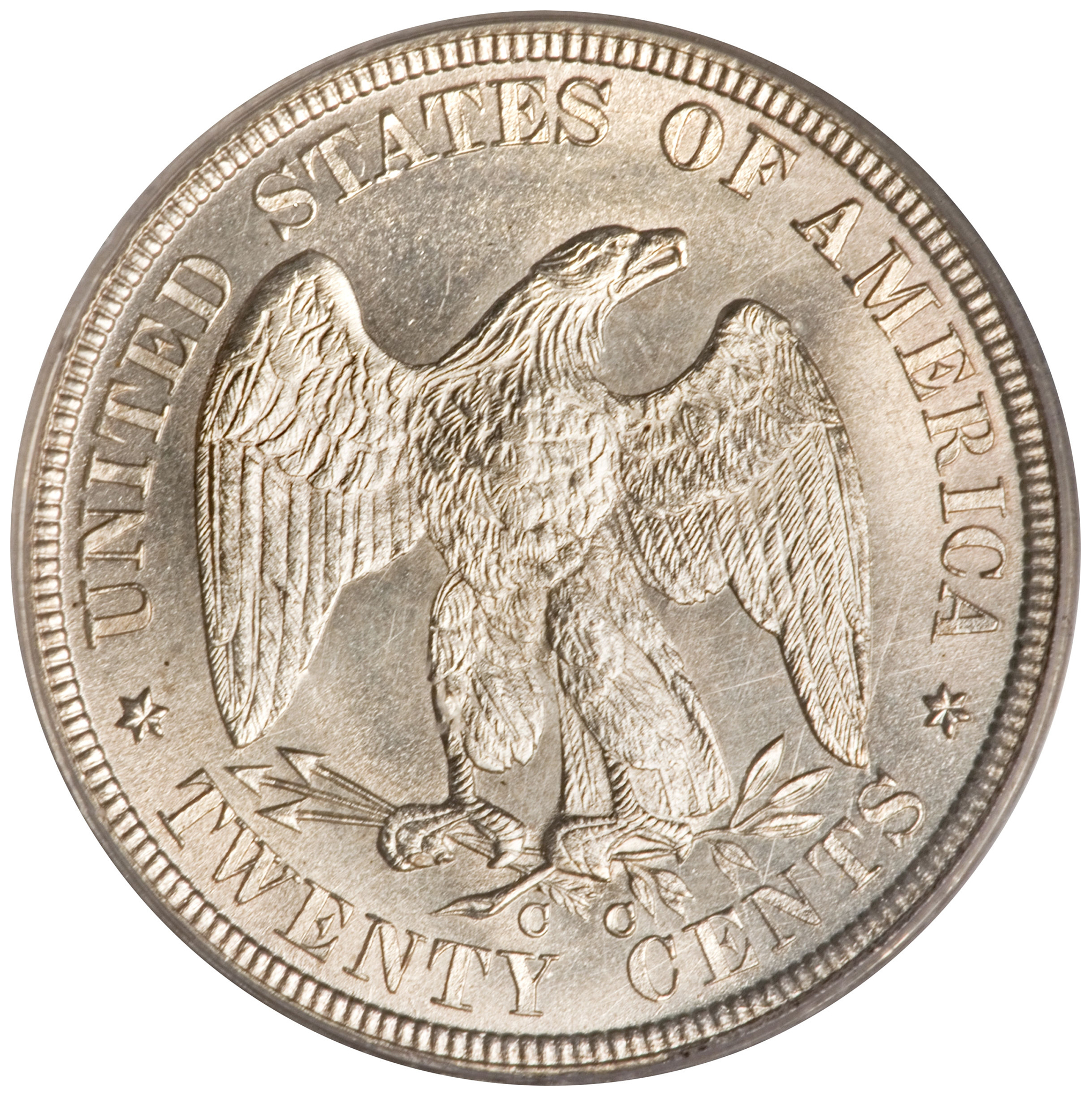
Revers : Pièce de 20 cents.

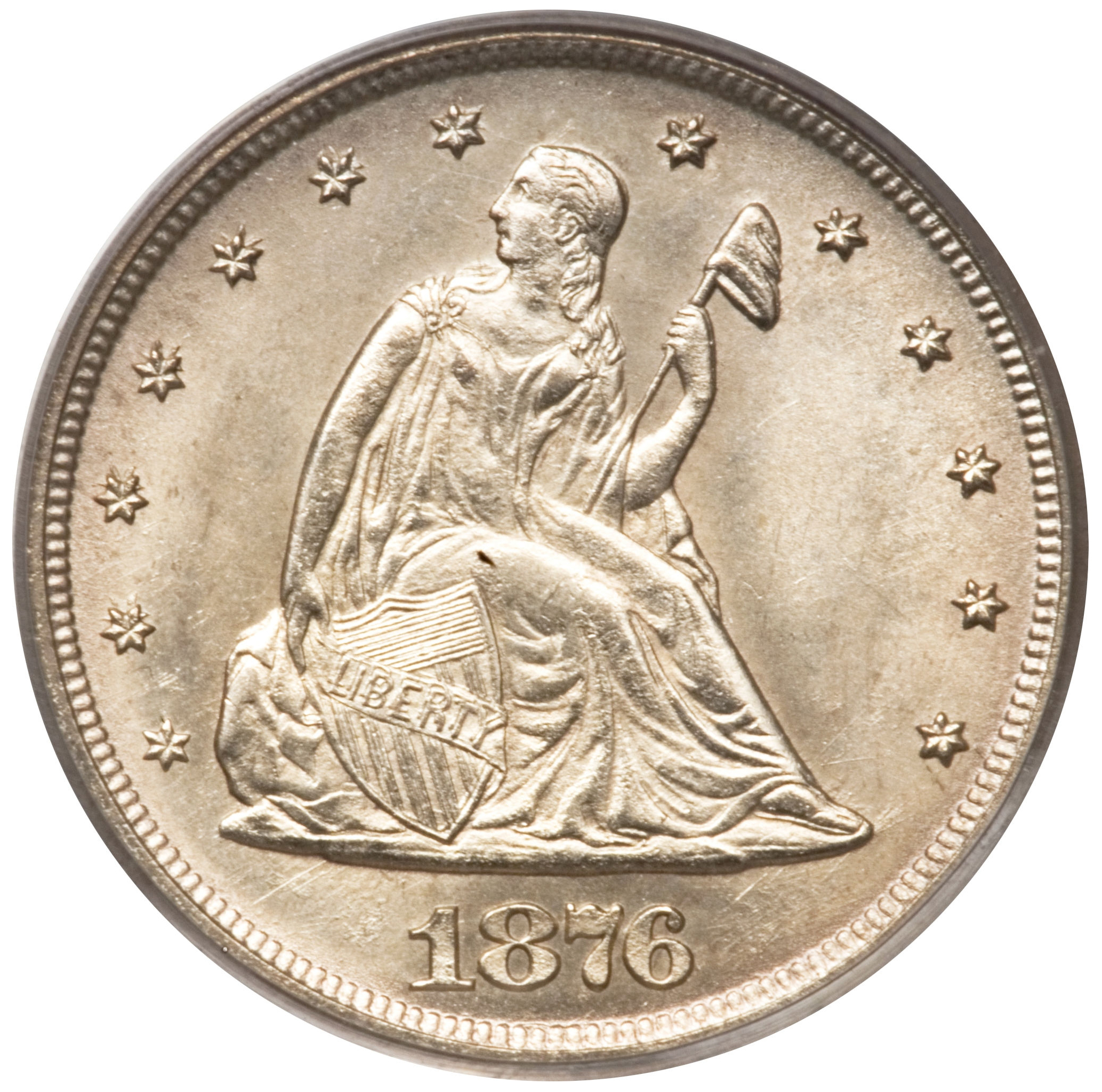
Avers : Pièce de 20 cents datée de 1876.

Une pièce de 20 cents, soit un cinquième de dollar, a été frappée aux États-Unis entre 1875 et 1878. Pendant les deux dernières années de production, seuls des exemplaires pour les collectionneurs furent frappés. Proposée par le sénateur John P. Jones, de l’État du Nevada, la création de cette pièce fut un échec. Les dimensions de la nouvelle pièce et de celle d'un quart de dollar (25 cents) étaient trop similaires et les deux pièces portaient la même image de la « Liberté assise » à l’avers. 
En 1874, le sénateur Jones nouvellement élu commença à insister sur la création d’une pièce de 20 cents, laquelle permettrait d’atténuer le manque de pièces de faibles valeurs (moins de 10 cents) dans l'Ouest.  Après l'acceptation de sa proposition par le Congrès, Henry Linderman, directeur de la monnaie américaine, ordonna la production d'essais. Linderman décida que la monnaie utiliserait un avers similaire à celui porté par les autres pièces en argent.
Même si la nouvelle pièce avait un bord lisse, à l'inverse du bord rainuré des autres pièces en argent, elle était de dimension comparable au quart de dollar et avait une face très similaire, ce qui créait facilement la confusion entre les deux pièces. Plus qu’un million de pièces furent frappées pendant la première année de production (1875), mais après cela, ces pièces furent peu demandées. Au moins un tiers de la production totale fut fondue par la US Mint après l’abolition de la dénomination en 1878. Le numismate Mark Benvenuto nomma la pièce de 20 cents « un chapitre de l’histoire de la frappe de monnaies américaine qui s’est fermé presque avant de commencer ».

## Création et autorisation
Une pièce de 20 cents a été proposée au plus tôt en 1791, et encore une fois en 1806. Ces propositions étaient rejetées à l’époque.  La proposition de 1806, introduite par le Sénateur Uriah Tracy (Connecticut), visait la création d’une pièce de 2 cents et d'une pièce appelée un « double dime », le « dime » étant une pièce de 10 cents, toujours en circulation. Robert Patterson, directeur de l'US Mint, s’opposait à cette proposition — mais principalement parce que la pièce de 2 cents était prévue en billon, un alliage qui contient peu d’argent. Recouvrant cet argent en fondant les pièces retirées de circulation serait difficile à cause de cela. La proposition était réalisée par le Sénat deux fois, en 1806 et en 1807, mais jamais par la Chambre des représentants.  Aucune pièce de 20 cents n’était émise avant les années 1870, mais le peuple américain connaissait la dénomination en se servant des pièces de « deux reales » frappée en Espagne. Connue comme la « pistareen » aux États-Unis, cette pièce avait une valeur faciale de 20 cents, et son équivalente frappée aux colonies espagnoles était égale à 25 cents.  
Plusieurs facteurs ont permis la production d’une pièce de 20 cents dans les années 1870. Premièrement, les pièces qui valaient moins que 10 cents manquaient à l’Ouest des États-Unis.  Là, les pièces de composition base ne circulaient pas tellement. Avant la Guerre de Sécession (1861-1865), l’était fournissait ses paiements en or ou en argent, mais les avait suspendus à cause des bouleversements économiques créées par la guerre.   Les pièces frappées aux métaux précieux cessaient de circuler à l’est du pays pendant la guerre, même si elles continuaient à circuler à l’occident, mais à une valeur réduite.  
Les pièces de base, par exemple le « nickel » (une pièce de 5 cents en cupronickel), qui circulait à l’est n’était pas facilement accepté à l’ouest.  Par contre, à la côte occidentale, le « half dime », (une pièce de 5 cents frappée en argent) circulait bien.  Mais cette dénomination a été abolie par le Congrès en 1873 comme les « half dimes » ne circulaient pas sur la côte orientale.  Le résultat, c’était le manque de pièces de valeurs faibles.  Plusieurs fois, un client se serait plaint qu’il ne pourrait pas obtenir le changement correct à une dépense de 10 cents, pour lequel il avait payé avec une pièce de 25 cents.  David Lange, numismate, déclarait que l’envoi des nickels aux états de l’occident aurait dû résoudre toutes ces difficultés, mais il était possible que ces pièces seraient rejetées à cause des préjugés contre les pièces qui ne contenaient aucun métal précieux.  

Deuxièmement, le Congrès avait hâte d’ordonner la production des pièces en argent, grâce aux intérêts politiques en ce qui concernait les mines.  Avant 1873, les producteurs d’argent se servait du droit de donner leur argent à la monnaie, qui en ferait des pièces d’un dollar en argent avant de le rendre aux producteurs.  Le « Coinage Act of 1873 » mettait fin à ceci. Une année après le passage de cette loi, l’argent coûtait moins cher, et les producteurs cherchaient d’autres moyens pour vendre leurs produits à l’état. 

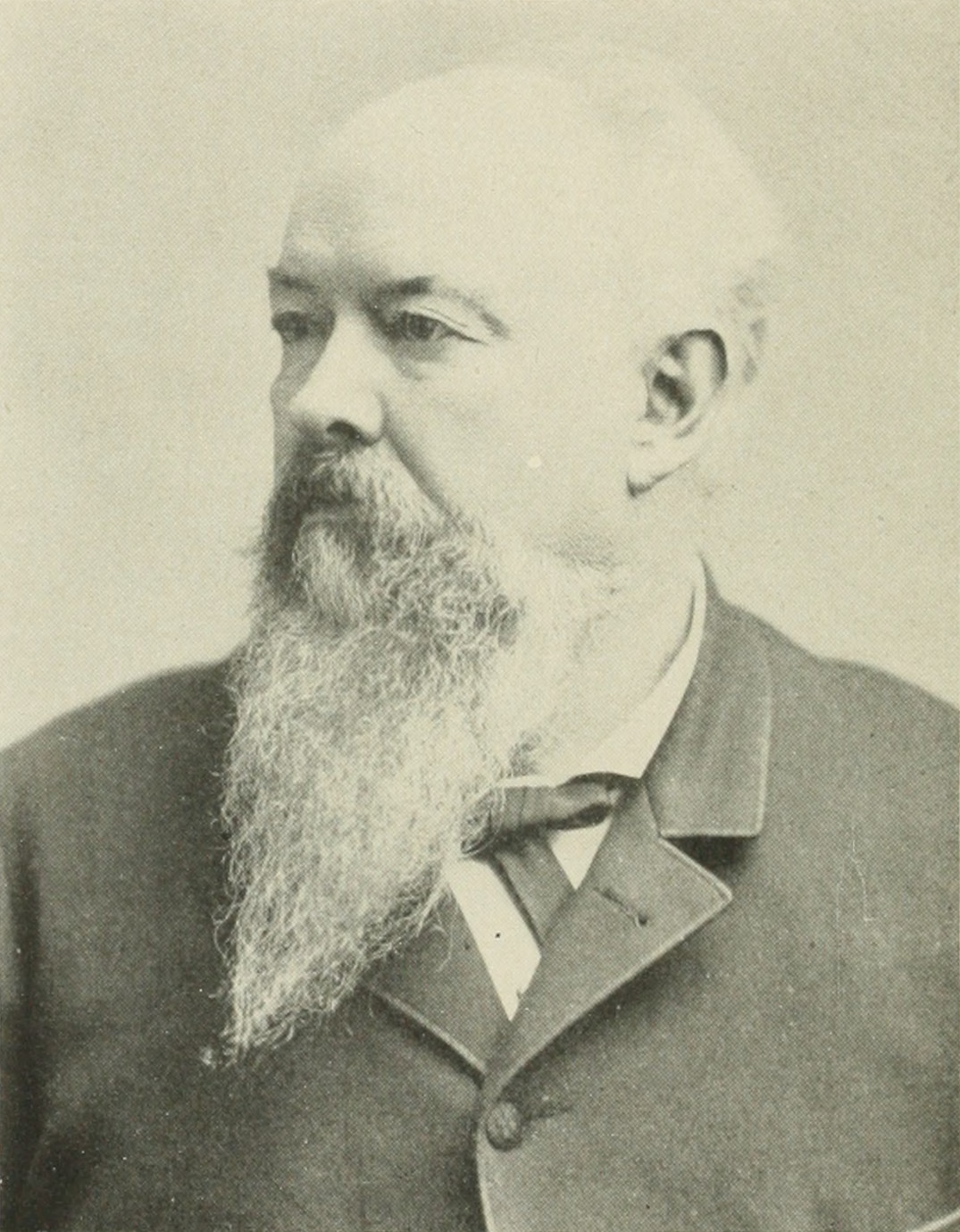
Sénateur John P. Jones

Troisièmement, les États-Unis voulaient aligner sa devise avec les spécifications de l’Union latine, et de se servir du système métrique en ce qui concernait les devises.  Plusieurs fois aux années 1860 et 1870, la monnaie américaine créait des essais qui pourraient être produites si les États-Unis voulaient devenir membre de l’Union latine, de temps en temps portant des inscriptions indiquant leurs valeurs aux devises latines.  La pièce de 20 cents serait égal à un franc français sous le régime latin, et pèserait 5 grammes—un fait qui faisait appel aux membres du Congrès qui voulaient adopter le système métrique.   Un autre but d’augmenter la production des pièces en argent était le remplacement les feuilles d’argent de moins d’un dollar en valeur faciale, dit « shinplasters », qui circulaient au lieu des pièces d’argent à cause des privations de la Guerre de Sécession.  .
Le père de la pièce de 20 cents, c’était le Sénateur John P. Jones. Copropriétaire de la Mine « Crown Point », il a été élu au Sénat en 1873.  Il a proposé la nouvelle pièce à partir du 10 février 1874.  La proposition devenait une loi le 3 mars 1875. Comme les autres pièces en argent, les pièces de 20 cents étaient devise légal jusqu’à 5 dollars.  

## Préparation et essais

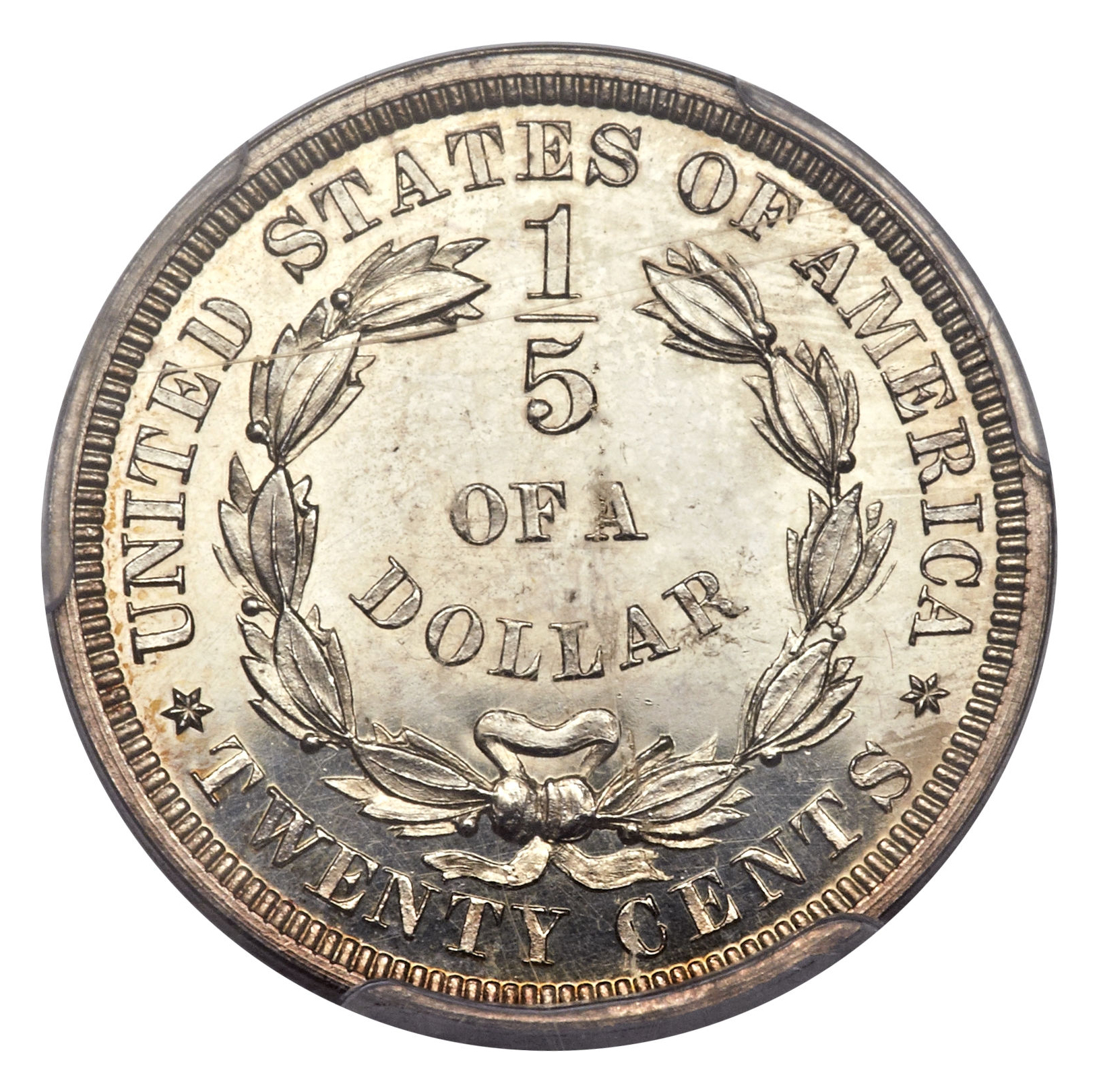
Essai de 1875

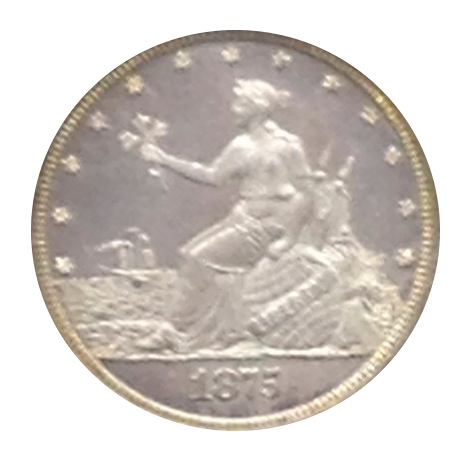
"Liberty by the Seashore" (essai)

## Production, arrêt, et numismatique
La pièce de 20 cents a été approuvée le 12 avril 1875.  Sa production commençait le 19 mai à la monnaie principale, (à Philadelphie, Pennsylvanie).  Les monnaies secondaires à Carson City (Nevada) et à San Francisco (Californie) commençaient à les frapper vers le 1er juin.  Environ 40.000 pièces étaient frappées à Philadelphie, mais la monnaie en frappait 133.290 à Carson City et 1.155.000 à San Francisco.  
Malgré les bords différents des pièces de 20 cents (lisse) et de 25 cents (rainuré), le public a confondu les deux pièces à cause de leurs dimensions similaires.  Le diamètre de la pièce de 20 cents mesurait 22 millimètres et celui de la pièce de 25 cents en mesurait 24,6 mm.  Des erreurs commerciales rendaient la nouvelle pièce tout à coup impopulaire par conséquent.  En 1876, la monnaie ne produisait ces pièces qu’aux monnaies de Philadelphie et de Carson City, mais à un niveau bien baissé.  La production totale en 1877 et en 1878 consistait des épreuves, vendue aux numismates, avec aucune production destinée à la circulation.   Des erreurs commerciales rendaient la nouvelle pièce tout à coup impopulaire par conséquent. . In April 1876, when Congress began to allow the redemption of fractional currency with coin, the twenty-cent piece was listed as among the denominations that could be exchanged for the low-denomination paper. En 1876, la monnaie ne produisait ces pièces qu’aux monnaies de Philadelphie et de Carson City, mais à un niveau bien baissé. La production totale en 1877 et en 1878 consistait des épreuves, vendue aux numismates, avec aucune production destinée à la circulation
En mars 1877, le Directeur de la Monnaie autorisait la fondation de 12.359 pièces de 20 cents qui étaient gardées à la monnaie de Carson City.  Ceci comprenait presque tout le tirage de 1877, qui comptaient 10.000 exemplaires.  Moins que 24 de ces pièces, portant le différent « CC » pour « Carson City » existent toujours. En 2013, une de celles-ci était vendue aux enchères pour 563,000 $US (= 504,000 € en juin 2015).
Cette dénomination a été officiellement abolie par le Congrès le 2 mai 1878.  La veille, le directeur de la monnaie avait ordonnée la fondation de toutes les pièces de 20 cents gardées par la monnaie, et de refaire l’argent aux pièces d’autres dénominations.  Les pièces de 20 cents déjà en circulation continuait à circuler sur la côte occidentale, mais elles se sont effectivement disparues par 1890.    Environ un tiers du tirage, 1,3 million en total, a été fondu par la monnaie entre 1895 et 1954.   Pour les numismates, le meilleur marché des pièces de 20 cents, c’est celle de 1875 portant le différent « S » pour « San Francisco. »  En 2014, une de ces pièces était disponible à un prix de 110 $US, en condition « Good. ».

## Tirages
Le différent se trouve au verso, sous l’aigle.  .
- Aucun (Monnaie de Philadelphie, Pennsylvanie)
- CC (Monnaie de Carson City, Nevada)
- S (Monnaie de San Francisco, Californie)

| Année | Différent | Épreuves | Pièces destinées à circulation |
| ----- | --------- | -------- | ------------------------------ |
| 1875  |           | 2,790    | 36,910                         |
| 1875  | CC        |          | 133,290                        |
| 1875  | S         | 12       | 1,155,000                      |
| 1876  |           | 1,260    | 14,640                         |
| 1876  | CC        |          | 10,000                         |
| 1877  |           | 510      |                                |
| 1878  |           | 600      |                                |